# Квинт Фабий Барбар Антоний Мацер
Квинт Фабий Барбар Антоний Мацер (на латински: Quintus Fabius Barbarus Antonius Macer) e политик и сенатор на Римската империя по времето на император Нерон.
От юли до октомври 64 г. e суфектконсул заедно с Гай Лициний Муциан.
Той е баща или дядо на Квинт Фабий Барбар Валерий Магн Юлиан (суфектконсул 99 г.).